# Teratophyllum aculeatum
Teratophyllum aculeatum är en träjonväxtart som först beskrevs av Bl., och fick sitt nu gällande namn av Georg Heinrich Mettenius och Oskar Kuhn. Teratophyllum aculeatum ingår i släktet Teratophyllum och familjen Dryopteridaceae. Utöver nominatformen finns också underarten T. a. montanum.